# Max Krehan

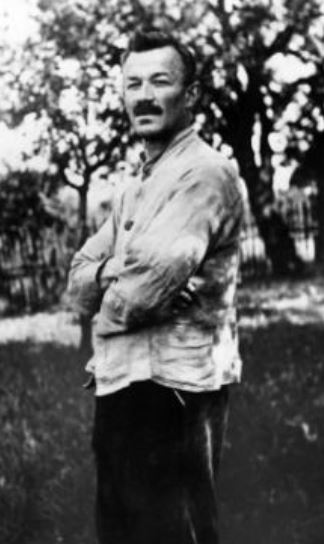

Max Krehan (Dornburg, 11 luglio 1875 – Dornburg, 16 ottobre 1925) è stato un insegnante tedesco che nel 1920 è stato nominato il lehrmeister (insegnante di artigianato) per il laboratorio di ceramica presso la scuola del Bauhaus a Weimar.